# Palestra
|  | Per a altres significats, vegeu «Palestra (desambiguació)». |

La palestra (del grec παλαίστρα) era l'escola de lluita a l'antiga Grècia. Les pràctiques que no requerien gaire espai, com ara la lluita i la boxa, també hi tenien lloc. La palestra funcionava independentment o com a part dels gimnasos públics. Una palestra podia existir sense pertànyer a cap gimnàs, però en canvi no hi podia haver cap gimnàs sense palestra.

## La palestra com a centre atlètic, cultural i social
La palestra era una entitat emblemàtica de la societat grega, en què l'especial significat de la competició atlètica –i, per extensió, de la bellesa física– es traduïa en la importància de l'edifici per ell mateix. La pràctica específica de la lluita, que tenia una gran consideració entre els grecs, atorgava encara més rellevància a la palestra. La lluita, de fet, era un dels esports més antics i més difosos arreu del món grec.
Amb el pas del temps, va anar augmentant el paper de les palestres com a espai educatiu i social. Si bé les palestres continuaven funcionant com a escoles de lluita, també allotjaven conferències i discussions filosòfiques i intel·lectuals, i la funció de l'edifici va anar assumint gradualment aquest paper educatiu. Els terres i les parets de la palestra eren guarnits amb estàtues de famosos atletes, déus i herois, com ara Apol·lo, Hèracles i Hermes. També s'hi incloïa Eros, per tal d'honorar el «déu més antic» i el que vetllava per les amistats pederastes entre homes adults i joves (efebus) que tot sovint es refermaven en l'ambient de la palestra. La música també acostumava a ser part integrant dels entrenaments i de les competicions.
La palestra també era una cambra de les termes romanes en què la gent (tant dones com homes, petits i grans) feia exercici abans d'entrar als banys pròpiament dits.

## Arquitectura de la palestra
L'arquitectura de la palestra, tot i que permetia lleugeres variacions, seguia un estàndard determinat. Essencialment, la palestra consistia en un edifici de planta rectangular construït al voltant d'un pati porticat amb habitacions adjacents. Aquestes cambres podien albergar una gran varietat de funcions, ja que servien per banyar-se, jugar a pilota, vestir-se i despullar-se, asseure's a xerrar, observar o aprendre, o emmagatzemar oli, pólvores o equipament atlètic. Vitruvi, en el seu llibre De Architectura, és una de les fonts més importants de l'antiguitat sobre aquesta mena d'edificis i ens forneix molts detalls del que ell anomena la palaistra, a la manera grega. Encara que alguns trets específics de les seves descripcions no es corresponen sempre amb l'evidència de les restes arquitectòniques que han arribat fins a nosaltres, probablement perquè escrivia pels volts de l'any 27 aC, el seu relat ens proporciona una visió del disseny general i dels usos d'aquesta mena d'espais. Tal com la descriu Vitruvi, la palestra tenia forma quadrada o rectangular, amb columnes entorn de tots quatre costats, a manera de pòrtic. El pòrtic de la banda nord de la palestra era el doble de fondo, per tal de protegir millor els de dins contra les inclemències del temps. Al llarg dels costats menys fondos s'alçaven sales espaioses (exedrae), amb seients per dedicar-se a tasques intel·lectuals i reflexives, i el costat més fondo es dividia en una àrea per a les activitats dels joves (ephebeum), una per entrenar-se pegant contra els sacs (coryceum), una cambra per a l'aplicació de pólvores diverses (conisterium), una per als banys freds, i un magatzem per a l'oli (elaeothesium).
Bons exemples d'aquesta mena d'edifici es troben en dos dels jaciments arqueològics grecs més importants: Olímpia i Delfos.